# Oščadnica
Oščadnica é um município da Eslováquia, situado no distrito de Čadca, na região de Žilina. Tem 58,63 km² de área e sua população em 2018 foi estimada em 5.700 habitantes.

## Demografia
| Ano:        | 1994 | 2004   | 2014   | 2024   |
| ----------- | ---- | ------ | ------ | ------ |
| Broj ljudi: | 5613 | 5699   | 5660   | 5807   |
| Razlika:    |      | +1,53% | -0,68% | +2,59% |

| Ano:               | 2023 | 2024   |
| ------------------ | ---- | ------ |
| Número de pessoas: | 5755 | 5807   |
| Diferença:         |      | +0,90% |